# Абдуллин, Раиль Раисович
Раиль Раисович Абдуллин (род. 6 августа 2000, Казань) — российский футболист, защитник клуба «Рубин-2».

## Карьера
Родился в Казани. В футбольной академии «Рубина» с семи лет. В начале 2018 года начал выступать в молодёжном составе клуба.
В премьер-лиге дебютировал 9 декабря 2018 года в гостевом матче против «Зенита» (2:1), выйдя в стартовом составе и проведя на поле 63 минуты. За основную команду «Рубина» сыграл также 6 марта 2019 года в домашнем четвертьфинальном матче Кубка России против «Локомотива» (0:1), проведя все 90 минут. Играл за юношеские сборные России, за сборную России (до 19) 26 марта 2019 года сыграл в матче элитного раунда отборочного турнира чемпионата Европы против Ирландии (0:2). Осенью 2019 года провёл 5 матчей в ФНЛ, находясь на правах аренды в «Нефтехимике», играл главным образом за дубль нижнекамского клуба. Покинул «Рубин» в июле 2020 года.
В 2021 году пополнил состав казанской «Смены».
30 мая 2021 года подписал контракт с ФК «Красава», а уже 27 июня перешёл в «Форте».
10 июня 2022 года покинул «Форте» из Тагонрога. 22 февраля 2023 года подписал контракт с «Торпедо-Владимир». В августе 2023 года вернулся в «Рубин-2».